# Египтяне (Фриних)
«Египтяне» (др.-греч. Αἰγύπτιοι) — трагедия древнегреческого драматурга Фриниха (конец VI — первая половина V века до н. э.). Её текст полностью утрачен, известно только название, которое приводят Гесихий Милетский и автор византийского словаря «Суда».
Сюжет пьесы связан с мифами Арголиды. Царь Ливии Данай с пятьюдесятью дочерьми прибыл в Элладу, спасаясь бегством от своего брата Эгипта и его пятидесяти сыновей, но эгиптиады его настигли и заставили организовать коллективную свадьбу. В первую же брачную ночь данаиды убили своих мужей кинжалами, которые им раздал отец. Детали сюжета в обработке Фриниха остаются неизвестными. Судя по названию, хор в пьесе составляли эгиптиады или какие-то жители Египта. Возможно, «Египтяне» были частью драматического цикла, в который могла входить ещё одна трагедия Фриниха, «Данаиды».
Позже трагедию «Египтяне» написал Эсхил.